# توشيو هاياشي
توشيو هاياشي (باليابانية: 林 利勇 ) (و. 1908 – 2004 م) هو رجل أعمال، من اليابان، توفي عن عمر يناهز 96 عاماً.